# Tom Johnson (compositeur)
Pour les articles homonymes, voir Tom Johnson et Johnson.
Œuvres principales
An Hour for Piano, L'Opéra de quatre notes, Failing, Nine Bells, Symmetries, Counting Duets, Mélodies rationnelles, Riemannoper, The Chord Catalogue, Les Vaches de Narayana, Music for 88, Bonhoeffer Oratorio, Un'opera Italiana, Loops for Orchestra, Galileo, Organ and Silence, Tilework, Seven Septets, Counting to Seven, Vermont Rhythms, Plucking.
Thomas "Tom" Floyd Johnson est un compositeur franco-américain né le 18 novembre 1939 à Greeley (Colorado) et mort le 31 décembre 2024 à Paris.

## Biographie
Tom Johnson a étudié à l'université de Yale entre 1957 et 1961 pour le B.A., puis à nouveau de 1965 à 1967 pour le Master of Music. Après cela, il s'est installé à New York où il a suivi des cours privés avec Morton Feldman,. Entre 1971 et 1983, il fut critique musical pour The Village Voice, spécialisé dans les musiques nouvelles. Une anthologie de ses articles a été publiée en 1989 par Het Apollohuis sous le titre The Voice of New Music. Pendant cette période new-yorkaise, il a par ailleurs composé quatre de ses œuvres les plus connues : An Hour for Piano (1971), L'Opéra de quatre notes (1972), Failing (1975) et Nine Bells (1979).
Après 15 ans à New York, il s'installe en 1983 à Paris,, où il vit avec son épouse, l'artiste Esther Ferrer, jusqu'à sa mort en 2024.
Il se considère lui-même comme un compositeur minimaliste. En fait, il a été le premier à appliquer ce terme à la musique dans son article "The Slow-Motion Minimal Approach", écrit pour The Village Voice en 1972. Son minimalisme est de type formaliste, et repose sur des procédés logiques. En 1982, il écrit un recueil de 21 pièces sous le titre de Mélodies rationnelles. Il y explore des procédés tels que l'accumulation, le comptage, le déphasage, et autres.
Après les Mélodies rationnelles, il évolue vers des techniques plus complexes qui l'amènent à faire davantage appel aux mathématiques. Cela commence avec le recueil Musique pour 88 (1988), dans lequel sont utilisées des notions dues à Eratosthène, Euler, Mersenne, ou encore Blaise Pascal. Par la suite, il collaborera avec des mathématiciens vivants, notamment Jean-Paul Allouche, Emmanuel Amiot, Jeff Dinitz (en) et Franck Jedrzejewski. Avec eux, il explorera des notions telles que les boucles auto-similaires (Loops for orchestra, 1998), le pavage (Tilework, 2003), les block designs (Block Design for Piano, 2005), ou les paires homométriques (Intervals, 2013).
Mais l'arrière-plan mathématique n'est pas le seul aspect de l'œuvre de Tom Johnson. Son approche est pluridisciplinaire, et il manie aussi bien le texte que l'image, dans une forme de théâtralité proche de la performance. Les livrets de ses opéras, dont il est souvent lui-même l'auteur, ont pour particularité de décrire de façon objective ce qui se passe dans la musique. Ainsi, dans L'Opéra de quatre notes (1972), le chœur initial proclame : "Il y a trois chœurs, trois chœurs dans cet opéra. Voici le premier. Le deuxième est semblable à ceci, mais un peu plus court […]".
La parole intervient dans beaucoup de ses œuvres, en général à travers un récitant qui explique très pédagogiquement comment la musique est faite. C'est le cas dans Les Œufs et les paniers (1987), ou dans Les Vaches de Narayana (1989). Cette capacité à associer texte et musique a conduit Tom Johnson à écrire de nombreuses pièces radiophoniques, notamment pour l'Atelier de création radiophonique de René Farabet (France culture) et Klaus Schöning (de) pour la WDR. Il participe à un numéro de l'émission Metaclassique qui lui est entièrement consacré en 2022.
Le visuel joue également un rôle important chez Tom Johnson. Nine Bells (1979) est une des œuvres les plus emblématiques à cet égard. Elle est écrite pour un dispositif fait de 9 cloches suspendues qui forment un carré de 3 par 3, avec une cloche au centre. Le musicien se déplace dans ce quadrilatère, frappant les cloches au passage, selon des parcours variés mais toujours systématiques. L'écriture de Nine Bells est spatiale, visuelle, et les séquences sonores que l'on entend ne sont que la résultante des dessins dans l'espace fixés par le compositeur. De même pour Galileo (1999-2005), où cette fois les cloches se balancent au bout de fils de longueur diverse, permettant de comparer de façon sonore les différences et les rapports de périodicité entre ces pendules, dont les lois de vitesse de balancement ont été formulées par Galilée au XVIIe siècle.
Depuis les années 2000, le travail de Tom Johnson est moins tourné vers la théâtralité. Il se concentre davantage sur la forme musicale et sur l'exploration de concepts mathématiques. De 2004 à 2009 environ, il a travaillé à ce qu'il appelle les "harmonies rationnelles", avec par exemple des compositions comme 360 Chords pour orchestre (2005), ou Twelve (2008) pour piano. Dans les années qui suivent, on remarque entre autres choses un intérêt accru pour le rythme (Dialogues, 2001 ; Tick-Tock Rhythms, 2013), des pièces étonnantes pour jongleurs (Dropping Balls, 2011), et quelques projets de grande envergure (Seven Septets, 2007-2017 ; Counting to Seven, 2013 ; Plucking, 2015).
Tom Johnson s'est consacré de 1988 à 1992 au Bonhoeffer Oratorio. Il s'agit d'une œuvre pour choeur, solistes et orchestre, basée sur des textes du pasteur et théologien allemand Dietrich Bonhoeffer.

## Distinction
Tom Johnson a reçu le prix de la composition contemporaine des Victoires de la musique en 2001 pour Kientzy Loops.

## Œuvres

### Opéras
- 1972 :  L'Opéra de quatre notes (The Four-Note Opera), le premier opéra du compositeur, et le plus connu[4]
- 1988 : Riemannoper, créé à Brême[4]
- Un'opera italiana, 1985-1990, révisé en 2006.

### Pièces radiophoniques
- 1993 : J'entends un chœur, pièce radiophonique commandée par Radio France
- La Musique et les questions (Music and Questions)

### Autres œuvres
- Histoires à dormir debout
- Nine Bells[4]
- Mélodies rationnelles : 21 mélodies systématiques jouables sur n'importe quel instrument mélodique
- Duos à compter (2 récitants)
- Tango (piano)
- Automatic Music (six perchussionistes)
- Tilework (recueil de 14 solos pour différents instruments)
- Sequenza minimalista pour trombone solo
- 32 respirations pour un instrument à vent
- Les Vaches de Narayana
- 1995 :  Echec : une pièce très difficile pour contrebasse (Failing, a very difficult piece for string bass)
- An Hour for Piano
- Organ and Silence
- Galileo
- The Chord Catalogue : tous les 8178 accords possibles dans une octave, joués au piano en une heure environ.
- Musique pour 88 (Music for 88) : Neuf morceaux pour piano, aux références mathématiques très marquées (Les 88s, Les Nombres de Mersenne, Tables de multiplication, Les Carrés, Les Triangles, Les Nombres abondants, Les Harmonies d'Euler, Le Triangle de Pascal, Le Crible d'Eratosthène)
- 2014 : Counting to seven: pour 7 voix  dans de nombreuses langues pour l'ensemble Dedalus
- 2016 : Sept Septuors (2 flûtes, hautbois, clarinette, 2 violons et alto)
- 2016 : Plucking, for nine different plucked instruments

### Nine Bells
Greg Sandow a décrit le morceau Nine Bells en 2003 : « Il marchait, à un rythme constant (...), parmi neuf cloches suspendues, explorant systématiquement tous les chemins possibles entre elles. Ce qui, comme il frappait chaque cloche au passage, correspond à toutes les mélodies possibles que leurs percussions peuvent générer. Comme dans de nombreuses œuvres de Tom, la théorie et la pratique sont ici identiques... Vous voyez et entendez la structure de l'œuvre. Ce n'est pas purement abstrait; au contraire, c'est du pur bonheur, comme les cloches sonnantes semblent résonner avec la concentration de Tom (visible sur son visage et son corps, audible dans ses pas cadencés), et sa joie de vivre. »
À 55 ans, Tom Johnson a dû cesser de jouer cette œuvre athlétique, mais Matthias Kaul (en), Adam Weisman et d'autres ont développé leurs propres interprétations du morceau, utilisant leurs propres ensembles de cloches. De la même façon, Galileo, un autre instrument inventé consistant en cinq pendules oscillants, dont le compositeur a joué souvent de 2001 à 2009, est maintenant interprété par Pierre Berthet.

## Enregistrements
Plusieurs enregistrements sont aujourd'hui disponibles en CD :
- Musique pour 88 (XI,1992), interprété par Frederic Rzewski
- Rational Melodies (Hat Art, 1993), interprété par le flûtiste allemand Eberhard Blum
- Chord Catalogue (XI, 1999)
- Rational melodies (New World Records, 2010) Ensemble Dedalus
- Questions (María de Alvera World edition, 2012) par Carol Robinson, Dante Boon et Tom Johnson

## Ouvrages
- The Voice of New Music, une anthologie d'articles écrits pour le Village Voice (1972-1982), publié par Apollohuis.
- Mélodies auto-Similaires (Self-Similar Melodies) (1996), texte théorique édité par les Editions 75.
- Looking at Numbers, Avec Franck Jedrzejewski, Éditions Birkhäuser, Basel, 2013   (ISBN 9783034805537)
- Finding Music. Writings/Schriften. 1961-2018. (EN/DE). Musiktexte, Cologne 2019,  (ISBN 978-3-9813319-5-0)